# 곡정고등학교
곡정고등학교(谷亭高等學校)는 대한민국 경기도 수원시 권선구 권선동에 있는 공립 고등학교이다.

## 학교 연혁
- 2016년 3월 1일 : 곡정고등학교 개교(8학급)
- 2016년 3월 1일 : 초대 류헌식 교장 취임
- 2016년 3월 1일 : 제1회 입학식(남 128명, 여 136명 계 264명)
- 2019년 1월 8일 : 제1회 졸업장 수여식(남 121명, 여 129명 계 250명)
- 2024년 1월 2일 : 제6회 졸업장 수여식(남 99(1)명, 여 120명 계 219(1)명)
- 2024년 3월 1일 : 제3대 김보현 교장 취임
- 2024년 3월 4일 : 제9회 입학식(남 128명, 여 149(3)명 계 277(3)명)

## 참고 자료
- 곡정고등학교 - 한국교육학술정보원 학교알리미